# Kate Alexa-diszkográfia
Kate Alexa ausztrál énekes, dalszerző. Egy stúdióalbuma, egy filmzenealbuma és öt kislemeze jelent meg a Liberation Music gondozásában. Öt ausztrál kislemeze elérte a top harmincat és egy lemeze a top százat.

## Stúdióalbum
| Év   | Adatok                                                                                                  | Legmagasabb helyezés | ARIA minősítés |
| Év   | Adatok                                                                                                  | AUS                  | ARIA minősítés |
| ---- | --- | -------------------- | -------------- |
| 2006 | Broken & Beautiful - Megjelent: 2006. szeptember 25. - Kiadó: Liberation Music - Formátum: CD, letöltés | 64                   | —              |

## Filmzenék
| Év   | Adatok |
| ---- | --- |
| 2007 | H2O: Just Add Water (Series 2) - Megjelent: 2007. szeptember 10. - Kiadó: Liberation Music - Formátum: CD, letöltés |

## Kislemezek
| Év   | Dal                             | Legmagasabb helyezés | Album              |
| Év   | Dal                             | AUS                  | Album              |
| ---- | ------------------------------- | -------------------- | ------------------ |
| 2004 | Always There                    | 16                   | Broken & Beautiful |
| 2005 | My Day Will Come                | 24                   | Broken & Beautiful |
| 2006 | All I Hear                      | 9                    | Broken & Beautiful |
| 2006 | Somebody Out There              | 21                   | Broken & Beautiful |
| 2006 | Better than You1                | —                    | Broken & Beautiful |
| 2008 | Teardrops (featuring Baby Bash) | 26                   | TBA                |
| 2010 | Infatuation                     | TBA                  | TBA                |

1 Csak a rádióknak küldték el.

## B oldalasdalok
| Év   | B oldal      | A oldal          |
| ---- | ------------ | ---------------- |
| 2004 | Turn It Up   | Always There     |
| 2005 | Walk On      | My Day Will Come |
| 2008 | It’s Alright | Teardrops        |

## Videóklipek
| Év   | Cím                | Rendező       |
| ---- | ------------------ | ------------- |
| 2005 | My Day Will Come   | Bart Borghesi |
| 2006 | All I Hear         | Bart Borghesi |
| 2006 | Somebody Out There | Ismeretlen    |
| 2008 | Teardrops          | Ismeretlen    |

## Egyéb dalok
Hivatalosan is megjelent, de nem szerepelt egy Kate Alexa-albumon se.
| Év   | Dal                                                        | Album                        |
| ---- | ---------------------------------------------------------- | ---------------------------- |
| 2005 | All I Want for Christmas Is You (Mariah Carey-feldolgozás) | The Spirit of Christmas 2005 |